# Desastre del puente I-40
El desastre del puente I-40 fue el colapso de un puente que ocurrió al sureste de Webbers Falls, Oklahoma, Estados Unidos a las 7:45 a. m. el 26 de mayo de 2002. Las barcazas de carga que se transportaban por el río Arkansas chocaron con un muelle que sostenía el puente de la carretera Interestatal 40 que cruza el río. La falla resultante de los soportes provocó el colapso de una sección del puente, matando a 14 personas e hiriendo a otras 11. Se determinó que la colisión se debió a que el capitán del remolcador de las barcazas perdió el conocimiento.

## Colisión y colapso
Joe Dedmon, capitán del remolcador Robert Y. Love, transportaba barcazas por el río Arkansas. Mientras atravesaba el embalse Robert S. Kerr, Dedmon experimentó un síncope y perdió el control del remolque. Esto, a su vez, provocó que las barcazas que remolcaba chocaran con un muelle del puente de la Interestatal 40 que cruza el embalse. Una sección del puente de 580 pies (176,8 m) se derrumbó, hundiéndose en el agua. Llovía intensamente en el momento del derrumbe, pero la lluvia amainó poco después. Cuando el tráfico se detuvo y las personas se dieron cuenta de la carretera perdida, ocho vehículos de pasajeros y tres camiones habían caído al río o sobre los pedazos de puentes derrumbados. Catorce personas murieron y otras 11 resultaron heridas cuando los automóviles y camiones cayeron del puente. Los supervivientes recibieron ayuda de pescadores que participaban en un torneo de pesca de lubina en el río cerca del puente.

## Rescate y recuperación
Tres personas que habían caído al río en sus vehículos pudieron salir y nadar hasta la orilla. Mientras participaban en un torneo de pesca de lubina, los pescadores en el agua vieron ocurrir el desastre e intentaron ayudar a las víctimas y detener los automóviles y camiones que presenciaron conducir hacia el puente. Un pescador a lo largo del río disparó una bengala al conductor de un camión con remolque en un intento de detener el camión. Otros arrojaron cuerdas a personas que se encontraban en vehículos para intentar sacarlos del agua.
El delincuente dos veces condenado, William James Clark, se hizo pasar por un capitán del ejército estadounidense en el lugar del desastre durante dos días. Los esfuerzos de Clark incluyeron dirigir a los agentes del FBI y apropiarse de vehículos y equipos para el esfuerzo de rescate, antes de huir de la escena. Clark fue detenido más tarde en Canadá.
Se estima que 20 000 vehículos por día fueron desviados durante unos dos meses mientras los equipos reconstruían el puente. El tráfico se reanudó el 29 de julio de 2002, dos meses después del desastre. La reapertura estableció un nuevo récord nacional para un proyecto de este tipo, que normalmente tardaría seis meses.

## Investigación y litigio
Se informó que el remolcador Robert Y. Love tuvo problemas con la dirección desde 1994, aunque la teniente de la Guardia Costera, Natalie Magnino, afirmó que el problema de 1994 fue causado por escombros que habían atascado el timón y no fue el resultado de una falla mecánica o de error del piloto.
La Junta Nacional de Seguridad en el Transporte declaró en 2004 que el colapso se debió a la pérdida del conocimiento del capitán Dedmon, posiblemente debido a un ritmo cardíaco anormal imprevisible. El profesor de medicina de la Universidad de Indiana, Douglas Zipes, estuvo de acuerdo con esta explicación y declaró en una carta al abogado de Dedmon que era probable que Dedmon tuviera taquicardia ventricular, lo que le provocó un desmayo. Como resultado del accidente, la Junta de Seguridad recomendó que el Centro de Investigación y Desarrollo de la Guardia Costera de Estados Unidos evaluara la utilidad y eficacia de los sistemas de alerta dentro de la timonera de los buques de remolque terrestres. Esto se suma a los sistemas de advertencia para que los automovilistas se detengan en caso de un colapso parcial o total del puente.
En mayo de 2003, las víctimas del derrumbe del puente resolvieron una demanda con la empresa de remolcadores. La empresa Magnolia Marine Transport Co., con sede en Mississippi, llegó a un acuerdo con las familias de las 14 víctimas fallecidas y los heridos por una cantidad no revelada. Esto es independiente de las otras demandas contra la empresa por parte del estado de Oklahoma y de MBO Video, cuyos cables de fibra óptica quedaron cortados por el colapso.

## Memoriales
La ciudad creó una estatua conmemorativa en honor a las víctimas y el evento, una escultura de bronce de 14 pies de alto que incorpora piezas de los restos del desastre y está coronada por una joven que se levanta para liberar una paloma. La joven representa a la víctima más joven, una niña de 3 años. Fue creado por Shahla Rahimi-Reynolds, quien fue elegida por el Comité de Webbers Falls para diseñar el monumento, que también utiliza 14 placas de granito para conmemorar a cada víctima. El monumento fue dedicado el 26 de mayo de 2003. El monumento le costó al estado casi 150 000 dólares.
Webbers Falls marcó el 15.º aniversario del colapso del puente con una ceremonia especial en el Parque Histórico de la Ciudad de Webbers Falls, con el monumento en honor a los afectados por el accidente.